# Dicopia antirrhinum
Dicopia antirrhinum is een zakpijpensoort uit de familie van de Octacnemidae. De wetenschappelijke naam van de soort is voor het eerst geldig gepubliceerd in 1972 door C. Monniot.